# Walter Chodack
 (novembre 2009).
Si vous disposez d'ouvrages ou d'articles de référence ou si vous connaissez des sites web de qualité traitant du thème abordé ici, merci de compléter l'article en donnant les références utiles à sa vérifiabilité et en les liant à la section « Notes et références ».
Walter Chodack est un pianiste américain, né en 1935 à New York, de parents d'origine russe.

## Biographie
Il commence le piano à l'âge de quatre ans. Il a sept ans lorsqu'il donne son premier récital dans sa ville natale.
En 1957, il sort de la Manhattan School of Music avec une licence et maîtrise de musique ainsi qu'une bourse Fulbright, qui lui permet de se rendre à Paris, pour travailler avec Nadia Boulanger.
À partir de 1960, il se perfectionne avec Leonard Shure, naguère assistant de Schnabel. Cette rencontre marque pour toujours la carrière de Walter Chodack et l'attache à une lignée pianistique des plus prestigieuses.
Il suit Shure en Europe et se fixe définitivement en France en 1961, où il enregistre ses premiers disques pour Philips. Il se fait une réputation de grand beethovénien. Il n'en affectionne pas moins les autres classiques et romantiques, ni le répertoire du XXe siècle, avec des préférences pour Bartok, Berg, Messiaen, Boulez et les compositeurs américains, comme Eliot Carter, Gershwin, Kalajian, Aaron Copland... Ces trois derniers lui valent un Grand Prix du Disque de l'Académie Charles-Cros, en 1977. Il commence une collaboration avec l'éditeur Le Chant du Monde en 1989 en enregistrant l'intégrale des variations de Mozart.